# 20 tháng 8
Ngày 20 tháng 8 là ngày thứ 232 (233 trong năm nhuận) trong lịch Gregory. Còn lại 133 ngày trong năm.

## Sự kiện
- 14 sau công nguyên– Agrippa Postumus, cháu ngoại của cố Hoàng đế La Mã Augustus, bị các vệ binh của ông hành quyết trong hoàn cảnh bí ẩn khi đang sống lưu vong.
- 636 – Quân Rashidun đoạt lấy quyền kiểm soát Syria và Palestine từ Đông La Mã trong trận Yarmouk, đánh dấu làn sóng lớn đầu tiên trong các cuộc chinh phục Hồi giáo sau khi Muhammad qua đời.
- 917 – Trận Acheloos: Tsar Simeon I của Bulgaria đánh bại hoàn toàn một đội quân Byzantine.
- 1775 – Người Tây Ban Nha thành lập Presidio San Augustin del Tucson ở thị trấn mà sau này là Tucson, Arizona.
- 1852 – Tàu hơi nước Atlantic chìm trên hồ Lake Erie sau một vụ va chạm, khiến ít nhất 150 người thiệt mạng.
- 1858 – Charles Darwin lần đầu tiên công bố học thuyết Tiến hóa thông qua chọn lọc tự nhiên của ông, đồng thời với học thuyết tương tự của Alfred Russel Wallace.
- 1866 – Tổng thống Andrew Johnson chính thức tuyên bố kết thúc Nội chiến Hoa Kỳ.
- 1914 – Chiến tranh thế giới thứ nhất: Brussels bị chiếm đóng trong Cuộc xâm lược của Đức vào Bỉ.
- 1940 – Tại thành phố México, nhà cách mạng lưu vong người Nga Lev Trotsky trọng thương do bị Ramón Mercader tấn công, Trotsky qua đời vào ngày sau đó.
- 1949 – Hiến pháp mới mới của Hungary chính thức có hiệu lực, tên nước chuyển thành Cộng hòa Nhân dân Hungary.
- 1955 – Tưởng Giới Thạch cho bắt giữ Tham quân trưởng Tôn Lập Nhân với cáo buộc âm mưu tiến hành chính biến.
- 1968 – Quân đội khối Warszawa tiến vào Tiệp Khắc nhằm dập tắt cuộc cải tổ Mùa xuân Praha.
- 1977 – Trong Chương trình Voyager, NASA phóng tàu vũ trụ không người lái liên hành tinh Voyager 2 từ trạm không quân Mũi Canaveral, Florida.
- 2002 – Loại máy bay quân sự KAI T-50 Golden Eagle, do Hàn Quốc và Hoa Kỳ hợp tác thiết kế, có chuyến bay thử nghiệm thành công đầu tiên.
- 2008 – Một máy bay của Spanair bị rơi ngay sau khi cất cánh từ sân bay Barajas, khiến 154 người tử vong.

## Sinh
- 1809 – Nguyễn Phúc Quân, tước phong Quảng Uy công, hoàng tử con vua Gia Long (m. 1829).
- 1820 – Nguyễn Phúc Đoan Thuận, phong hiệu Định Mỹ Công chúa, công chúa con vua Minh Mạng (m. 1854)
- 1888 – Tôn Đức Thắng, chính khách, nhà cách mạng Việt Nam (m. 1980)
- 1896 – Hoàng Ngọc Phách, Nhà văn, nhà giáo, nhà văn học Việt Nam
- 1922 – Nguyễn Quyết là một nhà hoạt động cách mạng, nhà chính trị, Đại Tướng Quân Đội Nhân Dân, nguyên Phó Chủ Tịch Nước Cộng Hòa Xã Hội Chủ Nghĩa Việt Nam
- 1933 – Nguyễn Bá Liên, Chuẩn tướng Quân lực Việt Nam Cộng hòa (m. 1969)
- 1992 – Demi Lovato, diễn viên, ca sĩ, vũ công, người mẫu
- 1978 - Doãn Hồng Hải, quân nhân trong Quân đội nhân dân Việt Nam
- 1990 - BB Trần, diễn viên hài người Việt Nam

## Mất
- 1864 – Trương Định, thủ lĩnh nghĩa quân Việt Nam chống Pháp giữa thế kỷ 19, tuẫn tiết (s. 1820).
- 1890 – Nguyễn Phúc Miên Trữ, tước phong Tuân Quốc công, hoàng tử con vua Minh Mạng (s. 1820).
- 1975 – Hà Mai Anh, nhà giáo và dịch giả cuốn Tâm hồn cao thượng mất tại Hoa Kỳ (s. 1905).
- 2010 – Đặng Phong, nhà nghiên cứu lịch sử, nhà nghiên cứu kinh tế Việt Nam (s. 1939)